# Burggut Nittenau

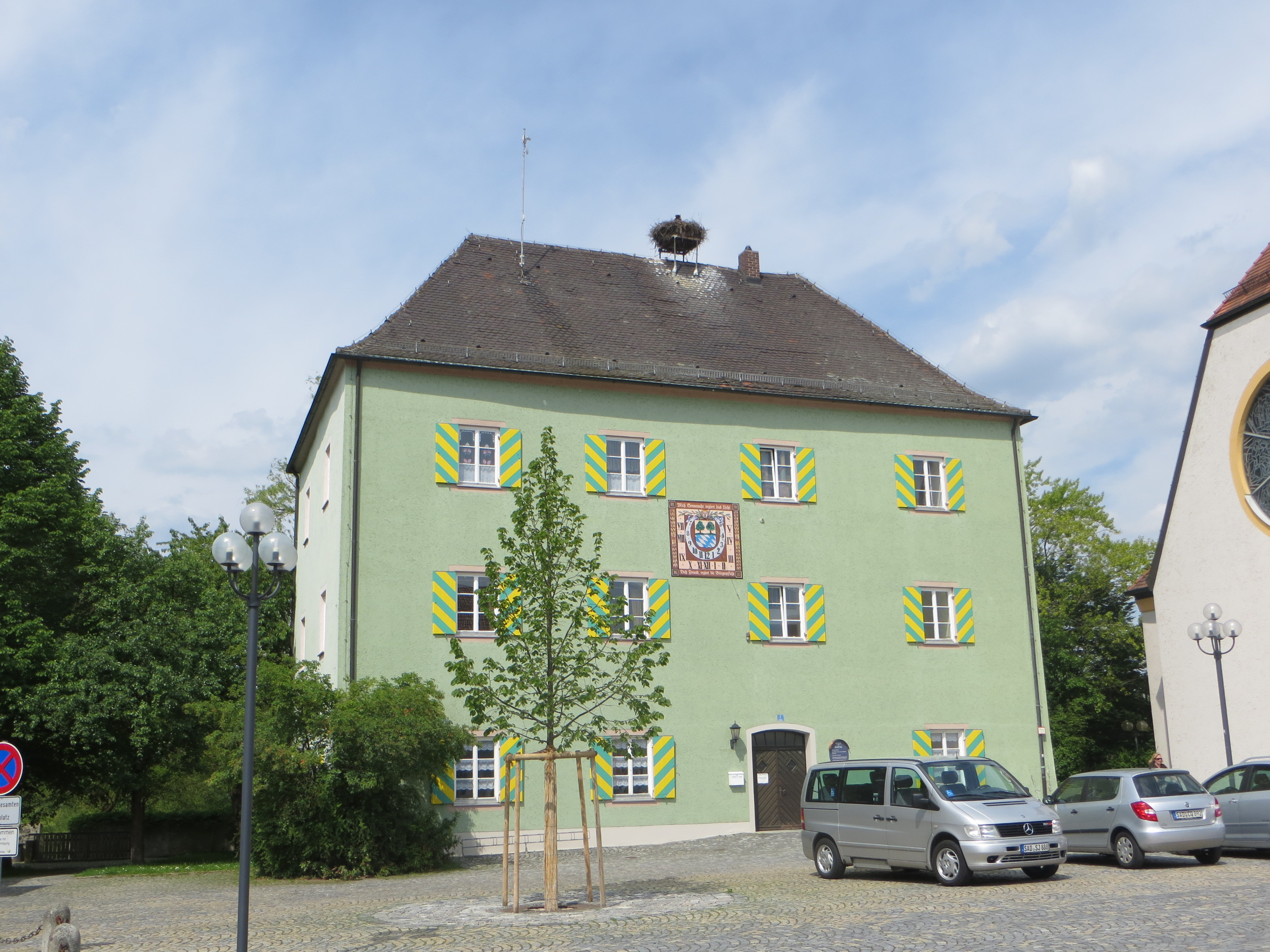
Ehemaliges Burggut

Das Burggut Nittenau liegt in der  oberpfälzischen Stadt Nittenau  im Landkreis Schwandorf (Am Burghof 4) und diente zum Schutz und zur Verteidigung des Marktes.

## Geschichte
Hier ist um 1300 das bambergische Ministerialengeschlecht der Nittenauer zu verorten. Den Burghütern  stand die Ausübung der niederen Gerichtsbarkeit zu. 1316 geht das Burggut an Ortlieb von Trübenbecken  über. Nach dessen Tod erbt sein Sohn Hans das Burggut, dem 1361 von Pfalzgraf Ruprecht II. mehrere Höfe und Gülten übertragen wurde. 1380 sind die Trübenbeck aus Nittenau verschwunden. 1427 wird Chunrat der Trautenberger als Besitzer des Burggutes genannt. 1462 wird hier die Witwe des Degenhart Hofers genannt; sie verkaufte das Gut am 13. Dezember 1469 an Pfalzgraf Otto II.
In der Landsassenmatrikel von 1488 werde hier die Zirkendorfer als Besitzer der Burggutes genannt. 1507 wird Kuntz Arnold als Burginhaber genannt, der auch Inhaber der Burg Neuhaus war. Seine Söhne Appolinaris und Alexander erscheinen 1525 als Landsassen. 1548 teilen sie ihren Besitz, wobei Appolinaris die Feste Neuhaus und Alexander den Markt Nittenau erhielt. Alexander ist bis 1566 auf dem Burggut nachweisbar, dann folgen seine Erben und 1579 Georg Arnold. Ihm folgt 1576 Christoph Alexanden von Bertholdshofen. Dessen Witwe brachte durch Wiederverheiratung das Burggut dem Lorenz Pogner von Mayrhoff zu. Dieser verkaufte es am 2. Oktober 1583 an Christoph Enzenberger. Da dieser nicht adelig war, musste er sich die Landsassenfreiheit erkaufen und konnte danach am 1. April 1584 die Landsassenpflicht ablegen. 1615 wird seine Witwe Verona, geborene Pilgel von Wetterfeld, als Burgsassin geführt. Auf dem Kaufweg ging am 17. November 1617 der Nittenauer Besitz an ihren Vetter Hans Sigmund Oberländer von der Saal zum Klaffenberg über. 
Zu Beginn des Dreißigjährigen Krieges wird von Albrecht von Wildenstein, Pfleger zu Wetterfeld, berichtet, dass die Gebäude in sehr schlechtem Zustand waren. Während der Rekatholisierung der Oberpfalz konvertierte Hans Sigmund Oberländer am 12. März 1629. Nach dem Bericht des Pflegers war er ein Armer von Adel. Als er starb, hinterließ er zwei Töchter im „vogtbarem“ (= mündig) Alter, welche 1652 die Huldigung erbrachten. Das Burggut war zwischen 1634 und 1643 öd und unbewohnt. 1644 hatte es Hans Bernhard Ludwig von Maydorff pachten wollen, konnte sich aber mit den Töchtern des Oberländers wegen des Pachtgeldes nicht einigen. Erhalten hat es dann Andre von Brand  pachtweise und nach ihm Georg Reiser, Gemahl der Elisabeth Oberländer. 1660 verkauften die beiden Töchter ihr Gut an Hans Ludwig Wörner von Gossersdorf, der am 21. Juni 1661 die Huldigung ablegte. Wegen einer Schuld der Wörners fiel das Gut dann an Johann Maximilian Sattler zu Straubing. Am 20. März 1677 ging es auf dem Kaufweg an den Hauptmann Just Christian von Zwitterda. Erst nachdem dieser zum katholischen Glauben übergetreten war, konnte er 1679 immatrikuliert werden. Am 20. September 1677 zeigte der Wetterfeldsche Pfleger an, dass Zwitterda das Burggut wieder instand gesetzt habe. Nach dessen Tod kam es dann über seine Witwe und Erben an den Hans Georg Fels, der 1696 hier als Burghüter genannt wird. 1709 kam es von Joseph Christoph Anton Fels auf dem Kaufweg an Johann Friedrich Graf von Aufseß, den Vize-Statthalter von Amberg. Dieser veräußerte das Gut im April 1719 an Georg Melchior Voith von Voithenberg. Danach folgen 1734 dessen Witwe und 1754 dessen Sohn Franz Joseph von Viothenberg. Sowohl Graf Aufseß wie auch die Viothenbergs waren finanziell immer in bedrängten Verhältnissen. Am 12. Juni 1799 ging das Burggut auf dem Kaufweg vom Vater auf den Sohn Anton Voith von Voithenberg über. 
Dieser hatte es jedoch übersehen, einen bestätigten Gerichtshalter für Nittenau zu bestellen. So wurde am 21. Dezember 1810 die Patrimonialgerichtsbarkeit eingezogen und dem Landgericht Wetterfeld zugeschlagen. Die Marktgemeinde Nittenau kaufte 1816 das Burggut und gestaltete es zu einem Rat- und Schulhaus um. Die zum Burggut gehörenden Gründe wurden „zertrümmert“, d. h. an einzelne Bürger verkauft.

## Burggut Nittenau heute
Das ehemalige Burggutsgebäude ist ein dreigeschossiger Walmdachbau. Im südlichen Teil befinden sich Reste eines romanischen Wohnturmes. Nach dem Marktbrand vom 24. Juli 1779 wurde das Burggut zerstört, danach aber wieder aufgebaut. 1816 erfolgte ein Umbau mit Aufstockung des Obergeschosses, um das Burggut als Rathaus und Schule nutzen zu können. Das Rathaus ist zwischenzeitlich in das ehemalige Amtsgerichtsgebäude (Gerichtsstraße 13) verlagert worden. 